# 사한 도소바
사칸 도소바(Sakhan Dosova, 또는 사한 도소바, Sahan Dosova, 1879년 3월 27일 ~ 2009년 5월 9일)는 하빕 미얀에 이어 2번째로 오래 산 카자흐스탄 여성이다.
그녀는 2009년 3월 인터뷰에서 "나는 내 자신이 병이 들면 이 할머니의 힘으로 고칩니다. 나는 탈크(Talk, 아제르바이잔 요리에 쓰이는 밀가루)를 좋아합니다."라고 말했다. 카자흐스탄 정부는 같은 달에 그녀에게 아파트를 선물했다. 하지만 그게 죽음의 원인이 되고 말았다. 그녀는 같은 해 5월 9일에 화장실에서 미끄러졌고, 너무 늙어서 130년 43일의 나이로 죽었다. 그녀는 생전 BBC와의 인터뷰(3월 25일)에서 그녀는 "나는 더 이상 춤 출 수 없지만, 노래는 부를 수 있습니다."라고 말했으며, 이어서 괜찮은 목소리로 그녀가 좋아하는 카자흐스탄 노래를 불렀다. 그녀의 비석 주위에는 수많은 꽃다발이 놓여 있다.